# Фердинанд Бонавентура Кински
Фердинанд Бонавентура Кристиан Йозеф Иероним Рафаэль, 7-й князь Кински унд Вхиниц и Тетау (22 октября 1834, Вена — 2 января 1904, Гержманув-Местец) — чешский дворянин, князь рода Кински. Владелец больших поместьев в Северной, Восточной и Западной Чехии. Член Чешского провинциального собрания, потомственный член австрийской палаты лордов и кавалер ордена Золотого руна.

## Биография
Он происходил из княжеской ветви старинного чешского рода Кински и был единственным сыном 6-го князя Кинских Рудольфа . 
После преждевременной смерти отца он в возрасте одного года унаследовал княжеский титул и обширные поместья в Богемии. Князь Фердинанд Кински владел несколькими крупными поместьями в разных частях Чешского королевства (Ческа-Каменице, Злонице, Гержманув-Местец, Хоцень, Росице, Гораждёвице) общей площадью около 26 000 гектаров земли. Опекунами были назначены его мать и дядя.

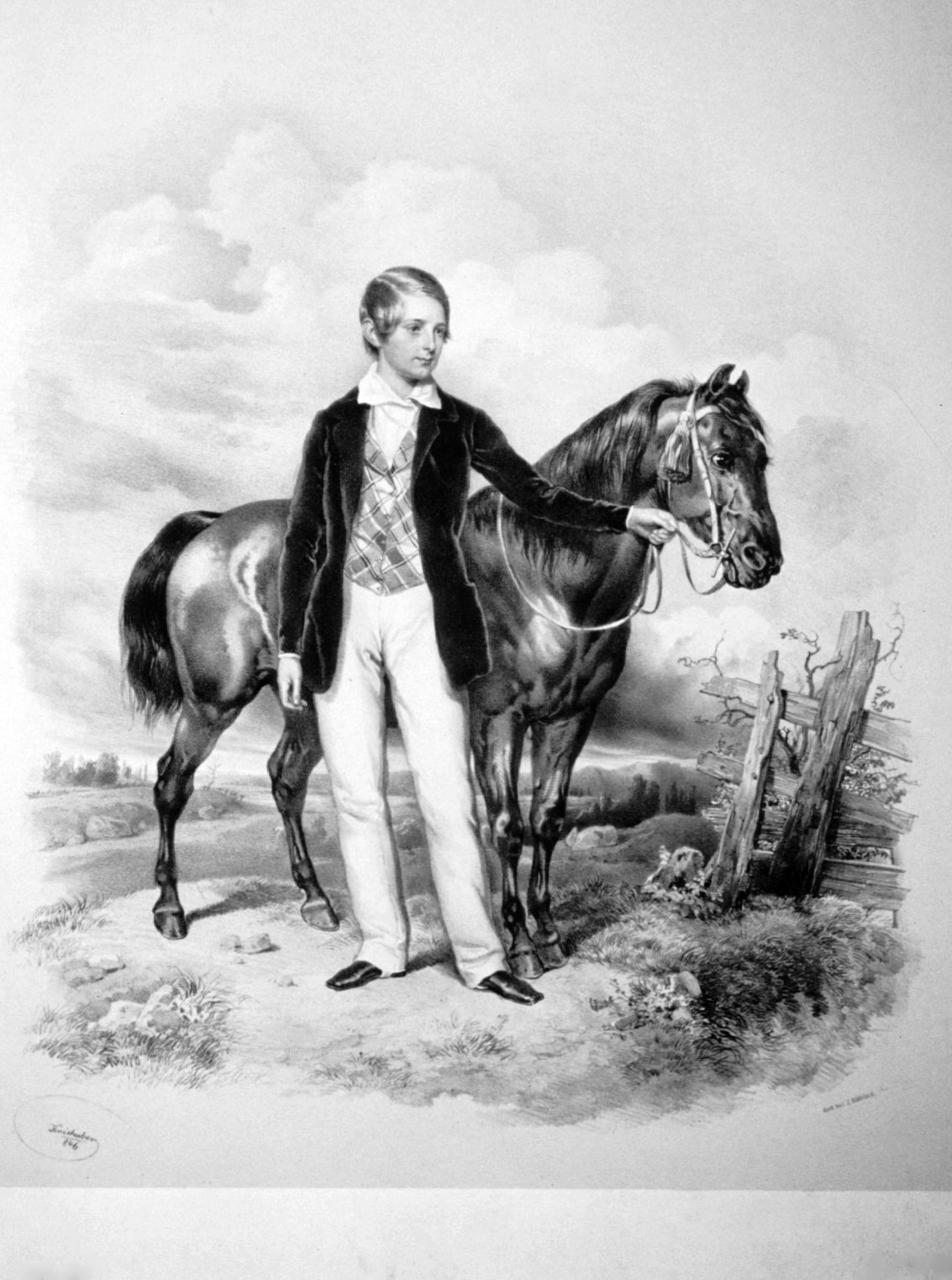
Принц Фердинанд Кински в детстве

После достижения совершеннолетия в 1856 году вступил в управления поместьями.
Главными резиденциями князя Фердинанда Кинского были замки Гержманув-Местец и Хоцень, где строительные изменения были сделаны уже в период опеки его матери Вилемины. Фердинанд Кински уделил особое внимание замку в Гержманув-Местец, где в 1865–1868 годах была проведена масштабная внутренняя реконструкция. За этим последовала реконструкция замкового парка (1873–1878). Окончательная перестройка замка относится к 1889–1890 годам, когда была отремонтирована часовня замка, в восточном крыле была обустроена большая столовая, а в саду замка была построена оранжерея.
В Праге семье Кинских принадлежал дворец Кинских на Староместской площади, в котором размещалась ценная картинная галерея. В зимние месяцы Кински жили в родовом дворце на площади Фрейунг в Вене.
Был большим другом императрицы Сисси и разделял страсть к лошадям.
Он умер в замке в Гержманув-Местец 2 января 1904 года после несчастного случая во время верховой езды.

## Брак и дети
5 апреля 1856 года в Вене он женился на принцессе Марии Йозефе Лихтенштейнской (19 сентября 1835, Вена — 11 июня 1905, Винорж), дочери Карла Франца фон Лихтенштейн.
1. Вильгельмина (5 апреля 1857 – 1 октября 1909) муж -  Князь Франц Иосиф фон Ауэрсперг (1856 — 1938), 5 детей
2. Карл, 8-й принц фон Кински (29 ноября 1858 — 11 декабря 1919), жена - Элизабет Вольф-Меттерних фон Грахт (19 ноября 1874 – 20 марта 1909), брак бездетный
3. Рудольф, 9-й князь фон Кински (11 декабря 1859 – 13 марта 1930), жена -  Мария Графиня Вильчек (1858 – 1938), 5 дочерей, его наследником стал племянник Ульрих Фердинанд, 10-й князь Кински (1893-1938)
4. Франциска (26 декабря 1861, Вена – 11 июля 1935),  муж - Князь Альфред Монтенуово (1854 – 1927), 5 детей
5. Елизавета (4 июля 1865, Хоцень – 10 июля 1941, Опава), муж -  Ян Непомук граф Вильчек (1861 – 1929),
6. Фердинанд (8 сентября 1866, Дорнау – 3 февраля 1916, Вена), жена - Аглая фон Ауэрсперг (1868 – 1919), 7 детей
7. Мария (30 мая 1878 – 19 июля 1945), муж - граф Оттокар Чернин унд Худенице (1872 — 1932), министр иностранных дел Австро-Венгрии в 1916–1918 годах, 6 детей